# Parallelia plutonia
Parallelia plutonia là một loài bướm đêm trong họ Erebidae.